# Bouse
Bouse é uma Região censo-designada localizada no estado americano de Arizona, no Condado de La Paz.

## Demografia
Segundo o censo americano de 2000, a sua população era de 615 habitantes.

## Geografia
De acordo com o United States Census Bureau tem uma área de 
26,1 km², dos quais 26,1 km² cobertos por terra e 0,0 km² cobertos por água. Bouse localiza-se a aproximadamente 289 m acima do nível do mar.

## Localidades na vizinhança
O diagrama seguinte representa as localidades num raio de 40 km ao redor de Bouse. 